# Lesotho Mounted Police Service FC
Lesotho Mounted Police Service Football Club w skrócie Lesotho Mounted Police Service FC – sotyjski klub piłkarski grający w pierwszej lidze sotyjskiej, mający siedzibę w mieście Maseru.

## Sukcesy
- I liga[1]:
  - mistrzostwo (1):  1972.

## Występy w afrykańskich pucharach
| Sezon | Rozgrywki       | Runda   | Kraj       | Klub              | Dom | Wyjazd | Dwumecz |
| ----- | --------------- | ------- | ---------- | ----------------- | --- | ------ | ------- |
| 1973  | Puchar Mistrzów | wstępna | Madagaskar | Fortior Mahajanga | 2–1 | 1–5    | 3–6     |

## Stadion
Domowe mecze klub rozgrywa na stadionie o nazwie PTC Ground Europa w Maseru, który może pomieścić 1000 widzów.